# 夏建白
夏建白（1939年7月—），男，原籍江苏苏州，生于上海，中国半导体物理专家，中国科学院半导体研究所研究员。

## 生平
1965年北京大学物理系研究生毕业。2001年当选为中国科学院院士。